# Brou-sur-Chantereine
 Brou-sur-Chantereine  es una población y comuna francesa, en la región de Isla de Francia, departamento de Sena y Marne, en el distrito de Torcy y cantón de Vaires-sur-Marne.

## Demografía
| 3015 | 3269 | 4664 | 4429 | 4469 | 4280 | 4258 |
| Para los censos de 1962 a 1999 la población legal corresponde a la población sin duplicidades (Fuente: INSEE [Consultar]) |      |      |      |      |      |      |